# Adam Cieślar
Adam Cieślar, né le 18 décembre 1992 à Cieszyn, est un coureur polonais du combiné nordique.

## Biographie
Adam Cieślar prend part dans ses jeunes années à des compétitions internationales mineures en saut à ski (2007 et 2008).
Après avoir gagné deux médailles au Festival olympique de la jeunesse européenne, avec l'argent par équipes et le bronze en individuel. Il démarre dans la Coupe du monde en mars 2009 à Vikersund. Déjà dans le top dix aux Championnats du monde junior 2009 en individuel (septième), il obtient sa première sélection en championnat du monde en 2011 à Oslo.
Il marque ses premiers points dans la Coupe du monde lors de la saison 2013-2014 avec une 22e place à Kuusamo. Durant cet hiver, il est sélectionné pour les Jeux olympiques de Sotchi, où il est 37e et 39e.
Il obtient une septième place individuelle en Coupe du monde en 2017 à Schonach, qui est l'un des meilleurs résultats jamais affiché par l'équipe de Pologne. En 2017, il reçoit sa deuxième sélection en championnat du monde à Lahti, où il est 29e et 26e en individuel. Pour finir, il monte sur son unique podium en Coupe continentale cet hiver à Eisenerz (troisième).
Il participe aux Jeux olympiques d'hiver de 2018, où il est 42e et 33e en individuel et neuvième par équipes. Un an plus tard, aux Championnats du monde à Seefeld, où il signe son meilleur résultat dans les grands rendez-vous avec une 22e place sur la compétition individuelle avec petit tremplin.
Ses plus grands succès ont lieu aux Universiades avec six titres dont quatre en individuel obtenus en 2013, 2015 et 2017.
Il prend sa retraite en 2020.

## Palmarès

### Jeux olympiques d'hiver
| Épreuve / Édition        | Sotchi 2014 | Pyeongchang 2018 |
| Gundersen petit tremplin | 39e         | 42e              |
| Gundersen grand tremplin | 37e         | 33e              |
| Par équipes              | —           | 9e               |

### Championnats du monde
| Épreuve / Édition  | Épreuve / Édition  | Oslo 2011 | Lahti 2017 | Seefeld 2019 |
| Gundersen          | PT                 | 46e       | 29e        | 22e          |
| Gundersen          | GT                 | 42e       | 26e        | 34e          |
| Par équipes        | Par équipes        | —         | —          | 8e           |
| Sprint par équipes | Sprint par équipes | —         | 10e        |              |

### Coupe du monde
- Meilleur classement général : 36e en 2016.
- Meilleur résultat individuel : 7e.

#### Classements en Coupe du monde
| Année     | Classement général final |
| 2013-2014 | 55e                      |
| 2014-2015 | 68e                      |
| 2015-2016 | 36e                      |
| 2016-2017 | 43e                      |
| 2017-2018 | 63e                      |
| 2018-2019 | 42e                      |

### Universiades
| Épreuve / Édition | Épreuve / Édition | Trente 2013 | Štrbské Pleso 2015 | Almaty 2017 |
| Gundersen         | Gundersen         | 1er         | 1er                | 2e          |
| Mass start        | Mass start        | 2e          | 1er                | 1er         |
| Par équipe        | Par équipe        | 1er         | 4e                 | 1er         |

### Coupe continentale
- 1 podium.

### Championnats de Pologne
Il remporte deux titres hivernaux individuels en 2010 et 2015. Dans la compétition estivale, il compte six titres.